# Diosdado Macapagal
Diosdado Pangan Macapagal (født 28. september 1910, død 21. april 1997) var Filippinernes præsident i 1961-65.

## Liv
Macapagal blev uddannet som sagfører.
Han blev vicepræsident i 1957. I det Filippinske præsidentvalg 1961 slog han præsident Carlos Garcia. Macapagal blev selv slået af Ferdinand Marcos i 1965.
Han er far til tidligere præsident Gloria Macapagal-Arroyo. 